# Rolex Shanghai Masters 2023
Rolex Shanghai Masters 2023 là một giải quần vợt thi đấu trên mặt sân cứng ngoài trời. Đây là lần thứ 12 giải Shanghai ATP Masters 1000 được tổ chức, một giải đấu ATP Tour Masters 1000 trong ATP Tour 2023. Giải đấu diễn ra tại Qizhong Forest Sports City Arena ở Shanghai, Trung Quốc từ ngày 4 đến ngày 15 tháng 10 năm 2023. Giải đấu được tổ chức trở lại kể từ năm 2019, sau khi giải đấu năm 2020, 2021 và 2022 bị hủy do đại dịch COVID-19 tại Trung Quốc. Đây là lần đầu tiên vòng đấu chính nội dung đơn có 96 tay vợt tham dự.

## Nội dung đơn

### Hạt giống
Dưới đây là những tay vợt được xếp loại hạt giống. Hạt giống dựa trên bảng xếp hạng ATP vào ngày 25 tháng 9 năm 2023. Xếp hạng và điểm trước vào ngày 2 tháng 10 năm 2023.
| Hạt giống | Xếp hạng | Tay vợt                     | Điểm trước | Điểm giảm | Điểm thắng | Điểm sau | Thực trạng                               |
| --------- | -------- | --------------------------- | ---------- | --------- | ---------- | -------- | ---------------------------------------- |
| 1         | 2        | Carlos Alcaraz              | 8,715      | (0)       | 90         | 8,805    | Vòng 4 thua trước Grigor Dimitrov [18]   |
| 2         | 3        | Daniil Medvedev             | 7,490      | 180       | 45         | 7,355    | Vòng 3 thua trước Sebastian Korda [26]   |
| 3         | 5        | Holger Rune                 | 4,640      | (45)      | 10         | 4,605    | Vòng 2 thua trước Brandon Nakashima      |
| 4         | 6        | Stefanos Tsitsipas          | 4,615      | 300       | 45         | 4,360    | Vòng 3 thua trước Ugo Humbert [32]       |
| 5         | 7        | Andrey Rublev               | 4,550      | 180+250   | 600+45     | 4,765    | Á quân, thua trước Hubert Hurkacz [16]   |
| 6         | 4        | Jannik Sinner               | 4,910      | 0         | 90         | 5,000    | Vòng 4 thua trước Ben Shelton [19]       |
| 7         | 8        | Taylor Fritz                | 3,865      | 500       | 45         | 3,410    | Vòng 3 thua trước Diego Schwartzman [WC] |
| 8         | 9        | Casper Ruud                 | 3,605      | (10)      | 90         | 3,685    | Vòng 4 thua trước Fábián Marozsán        |
| 9         | 10       | Alexander Zverev            | 3,450      | 0         | 10         | 3,460    | Vòng 2 thua trước Roman Safiullin        |
| 10        | 13       | Frances Tiafoe              | 2,645      | 300       | 10         | 2,355    | Vòng 2 thua trước Lorenzo Sonego         |
| 11        | 11       | Alex de Minaur              | 2,685      | (45)      | 10         | 2,650    | Vòng 2 thua trước Fábián Marozsán        |
| 12        | 12       | Tommy Paul                  | 2,660      | 45        | 90         | 2,705    | Vòng 4 thua trước Andrey Rublev [5]      |
| 13        | 14       | Karen Khachanov             | 2,385      | 90        | 45         | 2,340    | Vòng 3 thua trước Grigor Dimitrov [18]   |
| 14        | 15       | Félix Auger-Aliassime       | 2,340      | 250       | 10         | 2,100    | Vòng 2 thua trước Márton Fucsovics       |
| 15        | 16       | Cameron Norrie              | 2,020      | (45)      | 10         | 1,985    | Vòng 2 thua trước J. J. Wolf             |
| 16        | 17       | Hubert Hurkacz              | 1,990      | 90        | 1,000      | 2,900    | Vô địch, đánh bại Andrey Rublev [5]      |
| 17        | 18       | Lorenzo Musetti             | 1,925      | 90        | 10         | 1,845    | Vòng 2 thua trước Hsu Yu-hsiou [Q]       |
| 18        | 19       | Grigor Dimitrov             | 1,880      | (45)      | 360        | 2,195    | Bán kết thua trước Andrey Rublev [5]     |
| 19        | 20       | Ben Shelton                 | 1,735      | 50        | 180        | 1,865    | Tứ kết thua trước Sebastian Korda [26]   |
| 20        | 21       | Francisco Cerúndolo         | 1,635      | (45)      | 90         | 1,680    | Vòng 4 thua trước Sebastian Korda [26]   |
| 21        | 27       | Jan-Lennard Struff          | 1,462      | (25)      | 10         | 1,447    | Vòng 2 thua trước Matteo Arnaldi         |
| 22        | 22       | Nicolás Jarry               | 1,552      | (0)       | 180        | 1,732    | Tứ kết thua trước Grigor Dimitrov [18]   |
| 23        | 24       | Tallon Griekspoor           | 1,481      | (16)      | 10         | 1,475    | Vòng 2 thua trước Dušan Lajović          |
| 24        | 25       | Alejandro Davidovich Fokina | 1,470      | (20)      | 10         | 1,460    | Vòng 2 thua trước Arthur Fils            |
| 25        | 29       | Sebastián Báez              | 1,375      | (10)      | 45         | 1,410    | Vòng 3 thua trước Jannik Sinner [6]      |
| 26        | 26       | Sebastian Korda             | 1,470      | 150       | 360        | 1,680    | Bán kết thua trước Hubert Hurkacz [16]   |
| 27        | 30       | Jiří Lehečka                | 1,367      | (20)      | 10         | 1,357    | Vòng 2 thua trước Diego Schwartzman [WC] |
| 28        | 31       | Tomás Martín Etcheverry     | 1,346      | (15)      | 10         | 1,341    | Vòng 2 thua trước Zhang Zhizhen          |
| 29        | 32       | Christopher Eubanks         | 1,313      | 30        | 45         | 1,328    | Vòng 3 thua trước Casper Ruud [8]        |
| 30        | 33       | Dan Evans                   | 1,301      | 45        | 45         | 1,301    | Vòng 3 thua trước Carlos Alcaraz [1]     |
| 31        | 23       | Adrian Mannarino            | 1,526      | 90        | 45         | 1,481    | Vòng 3 thua trước Andrey Rublev [5]      |
| 32        | 34       | Ugo Humbert                 | 1,256      | 36        | 180        | 1,400    | Tứ kết thua trước Andrey Rublev [5]      |

#### Tay vợt rút lui khỏi giải đấu
Dưới đây là những tay vợt được xếp loại hạt giống, nhưng rút lui trước khi giải đấu bắt đầu.
| Xếp hạng | Tay vợt          | Điểm trước | Điểm giảm | Điểm sau | Lý do rút lui         |
| -------- | ---------------- | ---------- | --------- | -------- | --------------------- |
| 1        | Novak Djokovic   | 11,545     | 500       | 11,045   | Thay đổi lịch thi đấu |
| 28       | Borna Ćorić      | 1,415      | 90        | 1,325    |                       |
| 37       | Denis Shapovalov | 1,175      | 180       | 995      | Chấn thương đầu gối   |

### Vận động viên khác
Đặc cách:
- Bu Yunchaokete
- Fabio Fognini
- Diego Schwartzman
- Shang Juncheng
- Te Rigele

Vượt qua vòng loại:
- Térence Atmane
- James Duckworth
- Rinky Hijikata
- Hsu Yu-hsiou
- Aleksandar Kovacevic
- Mikhail Kukushkin
- Stefano Napolitano
- Philip Sekulic
- Dane Sweeny
- Tseng Chun-hsin
- Denis Yevseyev
- Beibit Zhukayev

### Rút lui
- Roberto Bautista Agut → thay thế bởi  Fábián Marozsán
- Matteo Berrettini → thay thế bởi  Aslan Karatsev
- Alexander Bublik → thay thế bởi  Cristian Garín
- Borna Ćorić  → thay thế bởi  Alexander Shevchenko
- Novak Djokovic → thay thế bởi  Nuno Borges
- Dominik Koepfer → thay thế bởi  Thanasi Kokkinakis
- Kei Nishikori → thay thế bởi  Jaume Munar
- Milos Raonic  → thay thế bởi  Yosuke Watanuki
- Emil Ruusuvuori → thay thế bởi  Taro Daniel
- Denis Shapovalov → thay thế bởi  Alexandre Müller

## Nội dung đôi

### Hạt giống
| Quốc gia | Tay vợt           | Quốc gia | Tay vợt                | Xếp hạng1 | Hạt giống |
| -------- | ----------------- | -------- | ---------------------- | --------- | --------- |
| CRO      | Ivan Dodig        | USA      | Austin Krajicek        | 3         | 1         |
| NED      | Wesley Koolhof    | GBR      | Neal Skupski           | 7         | 2         |
| USA      | Rajeev Ram        | GBR      | Joe Salisbury          | 11        | 3         |
| IND      | Rohan Bopanna     | AUS      | Matthew Ebden          | 15        | 4         |
| ARG      | Máximo González   | ARG      | Andrés Molteni         | 19        | 5         |
| MEX      | Santiago González | FRA      | Édouard Roger-Vasselin | 23        | 6         |
| ESP      | Marcel Granollers | ARG      | Horacio Zeballos       | 28        | 7         |
| ESA      | Marcelo Arévalo   | NED      | Jean-Julien Rojer      | 32        | 8         |

- Bảng xếp hạng vào ngày 25 tháng 9 năm 2023

### Vận động viên khác
Đặc cách:
- Gonzalo Escobar /  Aleksandr Nedovyesov
- Li Zhe /  Sun Fajing
- Jannik Sinner /  Zhang Zhizhen

Thay thế:
- Alexei Popyrin /  Aleksandar Vukic

### Rút lui
- Hubert Hurkacz /  Mate Pavić → thay thế bởi  Hubert Hurkacz /  Ben Shelton
- Adrian Mannarino /  Fabrice Martin → thay thế bởi  Ugo Humbert /  Adrian Mannarino
- Marcelo Melo /  Alexander Zverev → thay thế bởi  Rafael Matos /  Marcelo Melo
- Jannik Sinner /  Zhang Zhizhen → thay thế bởi  Alexei Popyrin /  Aleksandar Vukic

## Nhà vô địch

### Đơn
- Hubert Hurkacz đánh bại  Andrey Rublev, 6–3, 3–6, 7–6(10–8)

### Đôi
- Marcel Granollers /  Horacio Zeballos đánh bại  Rohan Bopanna /  Matthew Ebden, 5–7, 6–2, [10–7]